# Krates (Toreut)
Krates (griechisch Κράτης) war ein antiker griechischer Toreut (Metallarbeiter) unbekannter, wahrscheinlich hellenistischer Zeit.
Krates ist einzig von einer Erwähnung bei Athenaios bekannt. Athenaios nennt ihn hier neben anderen herausragenden, vor allem aber berühmten, Toreuten.

## Einzelbelege
1. ↑  Deipnosophistai (Gastmahl der Gelehrten) 11,782b

| Personendaten    | Personendaten                                      |
| ---------------- | -------------------------------------------------- |
| NAME             | Krates                                             |
| ALTERNATIVNAMEN  | Κράτης (altgriechisch)                             |
| KURZBESCHREIBUNG | antiker griechischer Toreut                        |
| GEBURTSDATUM     | zwischen 4. Jahrhundert v. Chr. und 2. Jahrhundert |
| STERBEDATUM      | zwischen 3. Jahrhundert v. Chr. und 3. Jahrhundert |